# تعمیر گوشی آب خورده با برنج

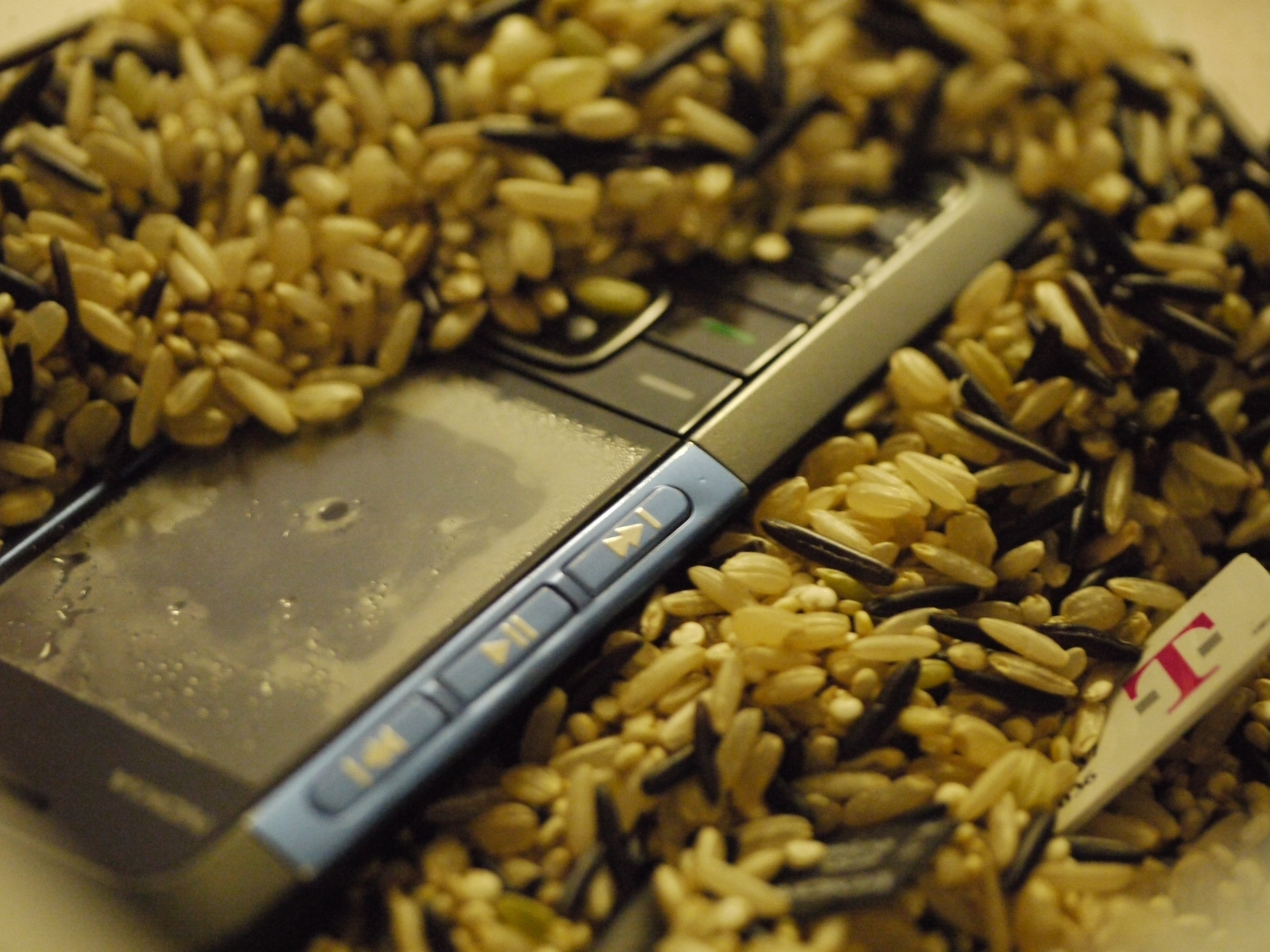
یک گوشی نوکیا ۵۳۱۰ آسیب‌دیده از آب که در برنج خشک فرو رفته است.

تعمیر گوشی آب خورده با برنج، غوطه‌ور کردن دستگاه موبایل در برنج، توصیه‌ای رایج برای دستگاه‌های آسیب‌دیده توسط آب است، اما مطالعات نشان داده‌اند این تکنیک در تعمیر دستگاه مؤثر نیست. استفاده از جاذب‌رطوبت ممکن است نسبت به خشک‌شدن طبیعی در هوا برتری داشته باشد یا نداشته باشد. برنج خام در مقایسه با جاذب‌های رطوبت مانند سیلیکا ژل یا خاک گربه عملکرد ضعیف‌تری دارد. پشتیبانی اپل نیز هشدار می‌دهد که ذرات ریز برنج ممکن است به گوشی آسیب بزنند.
برنج به‌طور سنتی برای حفظ تجهیزات دوربین و فیلم‌ها در محیط‌های مرطوب استوایی استفاده می‌شد. در ژوئیه ۲۰۰۷، کم‌تر از یک‌ماه پس از عرضه آیفون اولیه، کاربری در مک‌رومرز، موضوعی با عنوان «آیفونم را در آب انداختم» ایجاد کرد و ادعا کرد با «ترفند برنج» دستگاهش را نجات داده است. به‌نظر می‌رسد این اولین نمونه مستند از استفاده این روش برای آیفون باشد.

## مطالعه بیشتر
- Ashworth, Boone. "Here's the Right Way to Rescue a Soaking Wet Smartphone". Wired (به انگلیسی). ISSN 1059-1028. Retrieved 2023-05-19.
- "Don't Put Your Device in Rice. Here's Why". iFixit. 2017-03-17. Retrieved 2023-05-19.